# 2024년 하계 올림픽 도미니카 연방 선수단
2024년 하계 올림픽 도미니카 연방 선수단은 2024년 7월 26일부터 8월 11일까지 프랑스 파리에서 열린 2024년 하계 올림픽에 참가한 올림픽 도미니카 연방 선수단이다.
이는 도미니카 연방이 하계 올림픽에 8회 연속 출전하는 것이 된다.

## 출전 선수
| 종목 | 남자 | 여자 | 전체 |
| ---- | ---- | ---- | ---- |
| 수영 | 1    | 1    | 2    |
| 육상 | 1    | 1    | 2    |
| 전체 | 2    | 2    | 4    |

## 메달 집계
| 종목 | 1 | 2 | 3 | 합계 |
| 종목 | ' | ' | ' | '    |
| 종목 | ' | ' | ' | '    |
| 종목 | ' | ' | ' | '    |
| 합계 | ' | ' | ' | '    |

## 종목별 성적

### 육상
- 시아 라폰드

## 같이 보기
- 2024년 하계 올림픽